# Rhegmoclema
Rhegmoclema är ett släkte av tvåvingar. Rhegmoclema ingår i familjen dyngmyggor.

## Dottertaxa tillRhegmoclema, i alfabetisk ordning[1]
- Rhegmoclema alluaudi
- Rhegmoclema angustipenne
- Rhegmoclema basilewskyi
- Rhegmoclema bifida
- Rhegmoclema bifurcatum
- Rhegmoclema blantoni
- Rhegmoclema boreale
- Rhegmoclema caudatum
- Rhegmoclema cerinum
- Rhegmoclema collessi
- Rhegmoclema collini
- Rhegmoclema cooki
- Rhegmoclema coxendix
- Rhegmoclema edwardsi
- Rhegmoclema enderleini
- Rhegmoclema formosana
- Rhegmoclema fragile
- Rhegmoclema freyi
- Rhegmoclema garambiense
- Rhegmoclema halteratum
- Rhegmoclema hardyi
- Rhegmoclema hirtipenne
- Rhegmoclema hubachecki
- Rhegmoclema khukri
- Rhegmoclema laurentii
- Rhegmoclema leleupi
- Rhegmoclema longispinum
- Rhegmoclema macrokylum
- Rhegmoclema madarum
- Rhegmoclema majus
- Rhegmoclema minus
- Rhegmoclema mossi
- Rhegmoclema noscum
- Rhegmoclema pallidum
- Rhegmoclema parcum
- Rhegmoclema peringueyi
- Rhegmoclema phaconeura
- Rhegmoclema pleonasmon
- Rhegmoclema rarum
- Rhegmoclema reticulatum
- Rhegmoclema robustum
- Rhegmoclema rufithorax
- Rhegmoclema setifera
- Rhegmoclema spatulatum
- Rhegmoclema stuckenbergi
- Rhegmoclema trisetosum
- Rhegmoclema truncatum
- Rhegmoclema verralli
- Rhegmoclema vockerothi